# Adidas Al Rihla

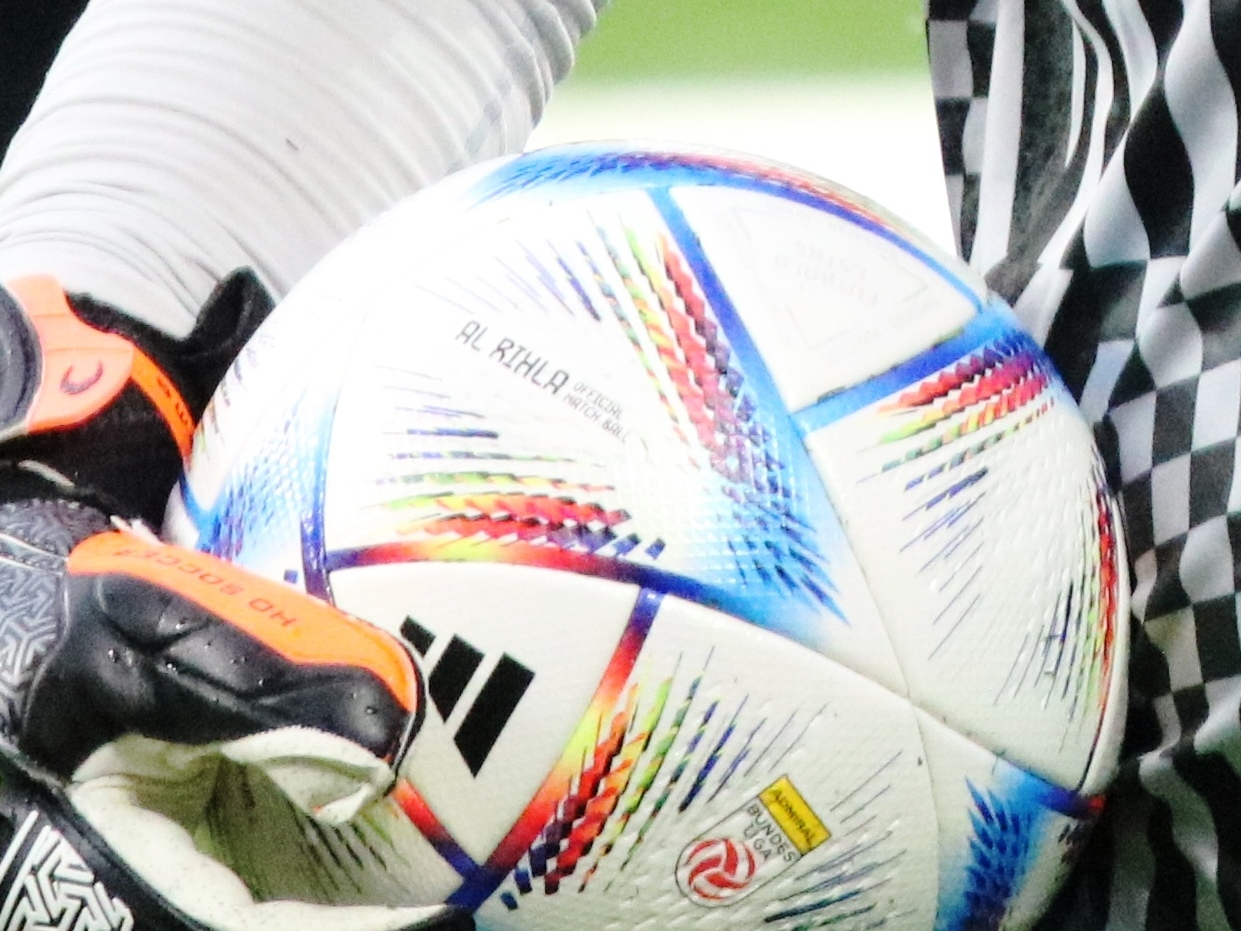
Al Rihla

Al Rihla (arabisch الرحلة, DMG ar-riḥla ‚die Reise‘ oder ‚der Reisebericht‘)  ist der von Adidas entwickelte offizielle Spielball der Fußball-Weltmeisterschaft 2022 in Katar. Als Besonderheit verfügt der Ball über eine inertiale Messeinheit, die in einer kleinen Plastikkugel im Zentrum der Blase aufgehängt ist und die Bewegung des Balls aufzeichnet, die so ermittelten Daten werden in Echtzeit an den Video-Assistenten übermittelt.
Al Rihla wurde am 30. Mai 2022 in Katar von Iker Casillas (Spanien) und Kaká (Brasilien) erstmals der Öffentlichkeit vorgestellt. Die farbenfrohe Gestaltung des Balles soll von der Architektur, Kultur, den Booten und der Flagge Katars inspiriert worden sein. Außerdem trägt der Ball den Text „Football is: Teamwork - Fair play - Collective Responsibility - Passion - Respect“ (deutsch: „Fußball ist: Teamwork - Fair Play - Gemeinschaftliche Verantwortung - Passion - Respekt“) in den Sprachen Englisch, Mandarin, Arabisch, Spanisch, Französisch und Esperanto in grauem Text, angeordnet in Dreiecksform.
Hergestellt werden die Bälle im Auftrag von Adidas bei Forward Sports in Pakistan und China. Al Rihla besteht aus 12 größeren und 8 kleineren nahtlosen, mittels Thermobonding verbundenen Polyurethane-Panels, deren Oberfläche mit dimple-artigen Makro- und Mikrotexturen versehen ist, die die Stabilität des Balles im Flug verbessern sollen. Franziska Löffelmann, Design-Direktor bei Adidas, beschreibt Al Rihla als „den bisher schnellsten und akkuratesten Spielball einer Fußball-Weltmeisterschaft“, unabhängige Messungen ergaben, dass die Performance von Al Rihla in etwa der von Telstar 18 und Brazuca, den Bällen für die Weltmeisterschaften 2018 und 2014, entspricht.

## Adidas Al Hilm
Am 11. Dezember 2022 wurde mit dem Adidas Al Hilm (arabisch الحلم, DMG al-ḥulm ‚der Traum‘) der Spielball für das Halbfinale, Spiel um Platz 3 und Finale der Fußball-Weltmeisterschaft 2022 der Öffentlichkeit vorgestellt. Der Ball ist technisch identisch mit Al Rihla, verfügt jedoch über ein neues Farbschema aus Goldtönen und Bordeauxrot inspiriert von der Nationalfarbe Katars, dem goldenen FIFA-WM-Pokal und dem Lusail Iconic Stadium, in dem das Finalspiel ausgetragen wird. Es handelt sich dabei um den fünften eigens für die Finalrunden entworfenen Spielball nach dem +Teamgeist Berlin (2006), Jo'bulani (2010), Brazuca Final Rio (2014) und Telstar Mechta (2018).